# Montfullà
Montfullà és una entitat de població del municipi de Bescanó, a la comarca del Gironès, situat a la dreta de la séquia Monar, al sector de llevant del terme. Acull les ruïnes de la vil·la romana de Montfullà.

## Etimologia
Segons el Diccionari català-valencià-balear, és un mot compost que ve del llatí mōnte foliānu, «muntanya fullosa».

## Llocs d'interès
- Sant Pere de Montfullà, església parroquial del poble.
- Santa Anna de Bescanó, ermita del segle xvii.
- Montfullà III, jaciment arqueològic.

## Fires i festes
- Pels volts del 29 de juny se celebra la festa major del poble per la solemnitat de Sant Pere i Sant Pau.[3]